# Scorpidium revolvens
Scorpidium revolvens là một loài rêu trong họ Amblystegiaceae. Loài này được Sw. Rubers mô tả khoa học đầu tiên năm 1989.